# Petríkov vrch
Petríkov vrch (932 m) – szczyt Gór Lubowelskich na Słowacji, które w polskiej regionalizacji z 2018 r. zaliczane są do Pogórza Popradzkiego. Nazwa pochodzi od osoby, nazwisko Petrik jest na Słowacji dość częste. Znajduje się w bocznym grzbiecie odchodzącym od znajdującego się na granicy polsko-słowackiej Świniego Gronia (902 m) w południowo-wschodnim kierunku. Południowo-zachodnie stoki tego grzbietu opadają do potoku Eliaszówka. Oprócz niego z grzbietu spływają jeszcze dwa niewielkie potoki uchodzące do potoku Hranična: Pilhovčik i Žľabinský potok.
Na grzbiecie Petríkovego vrchu graniczą z sobą dwie słowackie miejscowości: Hranične i Mniszek nad Popradem. Jest częściowo porośnięty lasem. Polany znajdują się w dolinie potoku uchodzącego w południowo-wschodnim kierunku do doliny potoku Hranična (tereny miejscowości Hranične), większe zaś bezleśne obszary są na północno-wschodnich stokach opadających do doliny Popradu (są to należące do Mniszka nad Popradem osiedla Kalembovka, Poľana i Brestovky Žľabina). Dawniej terenów trawiastych było więcej, jednak te wyżej położone są już niewykorzystywane rolniczo i zarastają lasem.
Przez Petrikov vrch nie prowadzi żaden znakowany szlak turystyczny. Istnieje jednak ścieżka prowadząca z osiedla Kalembovka na Świni Groń oraz pątniczy szlak z Mniszka nad Popradem do Sanktuarium Matki Boskiej Litmanowskiej na polanie Zvir w Litmanowej.